# Tullgrenella brescoviti
Tullgrenella brescoviti es una especie de araña saltarina del género Tullgrenella, familia Salticidae. Fue descrita científicamente por Estol, Marta & Rodrigues en 2020.
Habita en Bolivia.